# Seznam československých velvyslanců ve Třetí říši
Seznam československých velvyslanců v nacistickém Německu obsahuje vedoucí diplomatické mise Československa v třetí říši. Jedná se o období od nástupu Adolfa Hitlera k moci v lednu 1933 do zániku druhé republiky okupací německými vojsky a následným vyhlášením Protektorátu Čechy a Morava v březnu 1939. Podle rozkazu ministra zahraničí Chvalkovského vydaného bezprostředně po nacistické okupaci měla být celá síť diplomatických zastoupení předána Německu. Ze 74 československých prvorepublikových diplomatických misí (velvyslanectví, generální konzuláty a honorární konzuláty) jich však 18 fungovalo nepřetržitě po celou dobu války. Jednalo se o úřady ve Velké Británii a jejích koloniích, USA, francouzských koloniích a polské a francouzské exilové vládě.
Jediným velvyslancem v Berlíně byl diplomat a právník Vojtěch Mastný. Na jeho misi pak navázal Otto Fischl jako chargé d’affaires v Německé demokratické republice. Západní Německo navázalo diplomatické styky s komunistickým Československem až v roce 1973, kdy se prvním velvyslancem stal František Mika.

## Seznam velvyslanců
| Pořadí | Jméno          | Fotografie | Období    | Poznámka |
| ------ | -------------- | ---------- | --------- | --- |
| 1.     | Vojtěch Mastný |            | 1932–1939 | Předtím byl velvyslancem ve Velké Británii a Itálii. Během okupace zasedal v dozorčí radě Živnobanky. Po roce 1945 byl krátce uvězněn, obvinění z kolaborace se však neprokázala. Stát mu však život znepříjemňoval ekonomicky. Zemřel v roce 1954. |